# Домрачев, Захар Филатович
Заха́р Фила́тович До́мрачев (24 декабря 1925, Чигирешево, Новоторъяльский район, Марийская автономная область, РСФСР, СССР — 30 сентября 2009, Куженер, Марий Эл, Россия) — марийский советский педагог. Завуч Куженерской средней школы (1953—1954, 1961—1985), заведующий Куженерским роно (1954—1961). Заслуженный учитель школы РСФСР (1961). Участник Великой Отечественной войны.

## Биография
Родился 24 декабря 1925 года в деревне Чигирешево ныне Новоторъяльского района Марий Эл в семье крестьян-середняков.
В 1932 году пошёл в первый класс Татар-Энерской начальной школе, затем учился в Немдинской средней школе Новоторъяльского района. Из-за переезда семьи учился в Куженерской средней школе Марийской АССР. После окончания 10-го класса в 1942 году был назначен учителем математики в Верх-Ушутскую семилетнюю школу родного района.
В январе 1943 года призван в РККА. Участник Великой Отечественной войны: зачислен во вторую учебную бригаду Московского военного округа, окончил 6-месячные курсы младших офицеров, был направлен на Калининский фронт командиром стрелкового взвода, младший сержант. В октябре 1943 года был дважды ранен, а 3 февраля 1944 года контужен под Витебском. Участвовал в освобождении Ржева, Полоцка, Великих Лук, Невеля, Городка, Витебска. Вернулся домой 20 июня 1944 года инвалидом второй группы.
С 1944 года — учитель математики и физики в 7-летней школе с. Токтай-Беляк Куженерского района Марийской АССР. С 1946 года — учитель физики и математики, в 1953—1954 годах — завуч школы п. Куженер. В 1951 году заочно окончил Марийский учительский институт. В 1954—1961 годах — заведующий Куженерским роно, одновременно вёл уроки физики и математики в школе. Затем до ухода на пенсию работал завучем и учителем Куженерской средней школы.
Несколько раз был делегатом съездов учителей Марийской АССР и РСФСР. Избирался депутатом Куженерского районного Совета Марийской АССР 11 созывов.
За заслуги в области народного образования в 1961 году ему было присвоено почётное звание «Заслуженный учитель школы РСФСР». Награждён медалями. 
В качестве краеведа участвовал в подготовке сборника «История сёл и деревень Республики Марий Эл. Куженерский район».
Скончался 30 сентября 2009 года в п. Куженер Марий Эл, похоронен там же. 

## Звания и награды
- Заслуженный учитель школы РСФСР (1961)[1][2]
- Отличник народного просвещения РСФСР (1957)[5]
- Заслуженный учитель школы Марийской АССР (1960)[1][2]
- Орден Отечественной войны I степени (06.04.1985)
- Медаль «За отвагу» (СССР) (16.06.1976)
- Медаль «За доблестный труд в Великой Отечественной войне 1941—1945 гг.»
- Медаль «За доблестный труд. В ознаменование 100-летия со дня рождения Владимира Ильича Ленина» (1970)

## Память
Некоторые личные вещи и фотографии педагога З. Ф. Домрачева ныне хранятся Куженерском районном музейно-выставочном центре. 